# Jan Axentowicz

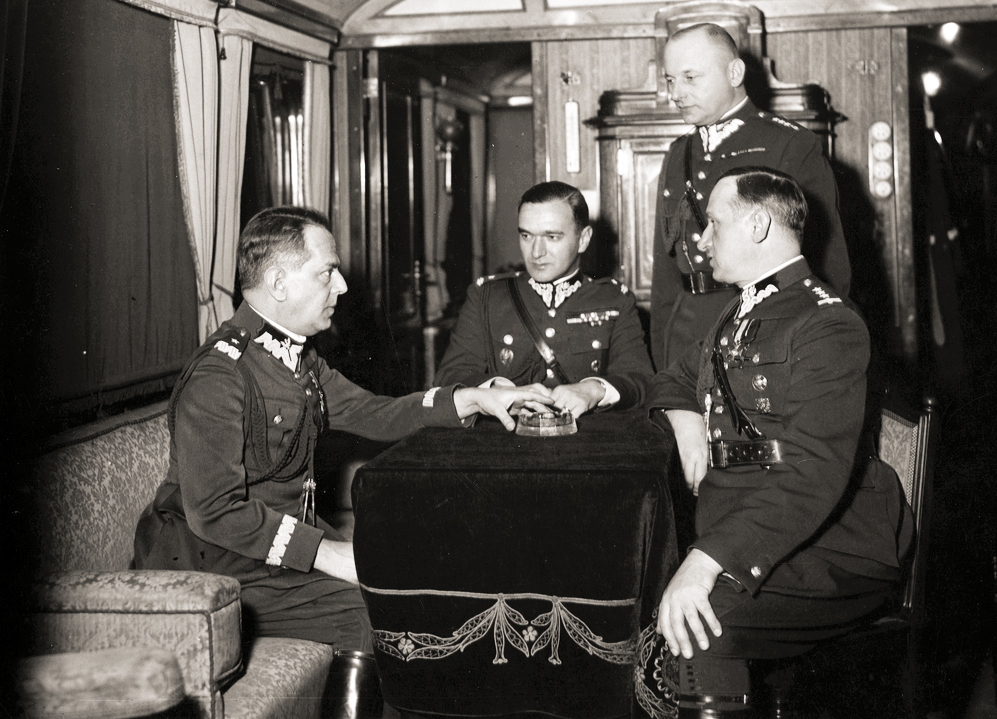
Od lewej gen. Janusz Gąsiorowski, mjr Jan Axentowicz, rtm. Konstanty Horoch, płk Jerzy Englisch w wagonie salonowym podczas wizyty generała w państwach bałtyckich w 1935

Jan Bronisław Idzi Jerzy Axentowicz h. Gryf (ur. 3 września 1898 w Krakowie, zm. 9 listopada 1967 w Limie) – podpułkownik dyplomowany artylerii Wojska Polskiego.

## Życiorys
Był synem malarza Teodora i Izy z Giełgudów. Miał starszego brata Filipa (1893–1915), legionistę poległego na froncie, i siostrę Gladys, oraz młodsze rodzeństwo: Jadwigę, Wandę, Renatę, Kazimierę oraz Jerzego. Początkowo uczył się w I Wyższej Szkole Realnej w Krakowie. W roku szkolnym 1913/1914 przeniósł się do trzeciej klasy Gimnazjum Realnego w Zakopanem. Był członkiem I Zakopiańskiej Drużyny Skautowej ks. Józefa Poniatowskiego.
W lutym 1915 został przyjęty do Legionów Polskich. Na początku 1916 trafił do 1 pułku artylerii, z którym wyjechał na front wołyński nad Styr. W 1916 brał udział w walkach nad Stochodem, pod Rudką Miryńską. Odbył kurs szkoleniowy dla podoficerów artylerii w Rembertowie. Po kryzysie przysięgowym został przewieziony do Radymna, a następnie wcielony do austriackiego 2 pułku artylerii polowej walczącego na froncie wołyńskim.
Po zakończeniu I wojny światowej i odzyskaniu przez Polskę niepodległości został przyjęty do Wojska Polskiego. Uczestniczył w wojnie polsko-bolszewickiej. Awansowany na stopień porucznika artylerii ze starszeństwem z dniem 1 czerwca 1919. W 1923 był oficerem 1 pułku artylerii polowej Legionów w Warszawie, a w 1924, 1928 23 pułku artylerii polowej w Będzinie. W tym czasie został awansowany na stopień kapitana artylerii ze starszeństwem z dniem 1 lipca 1925.
Z dniem 5 stycznia 1931 został powołany do Wyższej Szkoły Wojennej w Warszawie, w charakterze słuchacza dwuletniego kursu 1930–1932. Po ukończeniu pierwszego roku został skierowany na studia w Wyższej Szkole Wojennej (franc. École supérieure de guerre) w Paryżu. Z dniem 1 sierpnia 1933 otrzymał tytuł oficera dyplomowanego. 4 lutego 1934 roku został awansowany na majora ze starszeństwem z dniem 1 stycznia 1934 roku i 22. lokatą w korpusie oficerów artylerii. Następnie został awansowany na podpułkownika i przydzielony do 24 Dywizji Piechoty w Jarosławiu na stanowisko szefa sztabu.
W czasie kampanii wrześniowej walczył jako szef sztabu 24 DP, a od 9 września szef Oddziału III Sztabu Frontu Południowego. Po wojnie pozostał na emigracji.

## Ordery i odznaczenia
- Krzyż Niepodległości (16 września 1931)[10]
- Krzyż Walecznych (czterokrotnie: przed 1923)[11]
- Złoty Krzyż Zasługi (10 listopada 1938)[12]
- Srebrny Krzyż Zasługi (10 listopada 1928)[13]
- Medal Pamiątkowy za Wojnę 1918–1921[11]
- Medal Dziesięciolecia Odzyskanej Niepodległości[11]
- Odznaka „Za wierną służbę”[11]
- Krzyż Komandorski Orderu Zasługi (Węgry, 1935)[14]
- Krzyż Komandorski Orderu Krzyża Orła (Estonia, 1935)[15][16]
- Krzyż Oficerski Orderu Krzyża Orła (Estonia, przed 1936)[16]
- Krzyż Oficerski Orderu Oranje-Nassau (Królestwo Niderlandów, 1935)[14]
- Krzyż Oficerski Orderu Korony Rumunii (Rumunia, przed 1937)[17]
- Krzyż Oficerski Orderu Białej Róży Finlandii (Finlandia, przed 1936)[18]
- Krzyż Oficerski Orderu Trzech Gwiazd (Łotwa, przed 1936)[19]
- Krzyż Kawalerski I Klasy Orderu Miecza (Szwecja, 1936)[17][20]
- Krzyż Kawalerski Orderu Legii Honorowej (Francja, 1935)[14]
- Medal 10 Rocznicy Wojny Niepodległościowej (Łotwa, 1929)[21]